# Памятник защитникам города

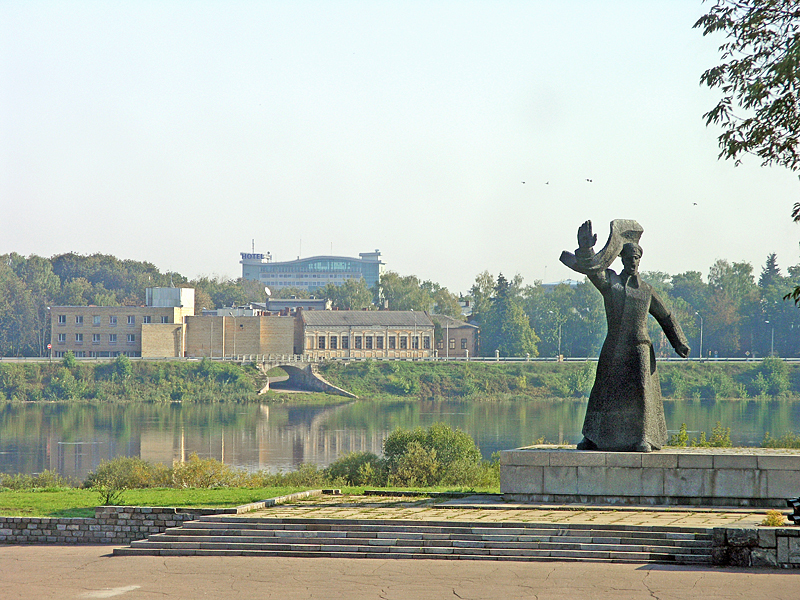
Памятник Защитникам города (2006 г.)

Памятник Защитникам города (1975 г.)

Памятник защитникам города («Защитникам советской власти в 1919 году» или «Мужеству красноармейцев в 1919 году») — памятник в латвийском городе Даугавпилс. Именовался памятником красным латышским стрелкам („sarkanajiem strēlniekiem“), позднее стал называться памятником защитникам города в 1919 году („Daugavpils aizstāvjiem 1919. gadā“) или защитникам города 1919 года . 
Открыт 5 июля 1975 года во время празднования 700 летнего юбилея города. Скульптор — Индулис Фолкманис, архитектор — В. А. Калниньш. Работа скульптора продолжалась пять лет (1970—1975). Вес статуи составляет 9,5 тонн. 
Находится у устья реки Лауцеса, впадающей в Даугаву, в районе Грива, рядом с мостом через Лауцесу и оживлённым перекрёстком автотрасс. Памятник не был уничтожен после восстановления независимости Латвии.